# Karsten Kroon
Karsten Kroon (Dalen, Países Bajos, 29 de enero de 1976) es un ciclista neerlandés que fue profesional entre 1999 y 2014.
Debutó como profesional en el año 1999 en las filas del equipo Rabobank. En sus años amateur destacan sus victorias en la Profronde van Drenthe en 1996, y en la Ster der Beloften y en la Ster Elektrotoer en 1998.
El 19 de octubre de 2014 anunció su retirada del ciclismo tras dieciséis temporadas como profesional y con 38 años de edad.
El 25 de abril de 2018 confesó al periódico AD Sportwereld haberse dopado durante su carrera.

## Palmarés
| 2001 - GP Kanton Aargau 2002 - 1 etapa del Tour de Francia 2003 - 1 etapa del Tour de Poitou-Charentes 2004 - Gran Premio de Frankfurt | 2006 - 2 etapas del Drei-Länder-Tour - 3.º en el Campeonato de los Países Bajos en Ruta 2008 - 1 etapa de la Vuelta a Castilla y León - Gran Premio de Frankfurt - 1 etapa de la Vuelta a Sajonia |

## Resultados en Grandes Vueltas y Campeonatos del Mundo
| Carrera         | Carrera         | 1999 | 2000  | 2001  | 2002  | 2003  | 2004  | 2005  | 2006 | 2007 | 2008 | 2009 | 2010  | 2011 | 2012  | 2013 | 2014 |
| --------------- | --------------- | ---- | ----- | ----- | ----- | ----- | ----- | ----- | ---- | ---- | ---- | ---- | ----- | ---- | ----- | ---- | ---- |
|                 | Giro de Italia  | —    | 103.º | —     | —     | —     | —     | —     | —    | —    | —    | —    | —     | —    | —     | Ab.  | —    |
|                 | Tour de Francia | —    | —     | —     | 146.º | —     | 115.º | 135.º | —    | —    | —    | —    | 138.º | —    | 143.º | —    | —    |
|                 | Vuelta a España | —    | —     | 107.º | —     | 100.º | —     | —     | —    | 52.º | 72.º | 76.º | —     | Ab.  | —     | —    | —    |
| Mundial en Ruta | Mundial en Ruta | —    | 86.º  | 83.º  | 149.º | 88.º  | 20.º  | 52.º  | 16.º | 56.º | 43.º | 20.º | 47.º  | —    | 55.º  | —    | —    |

—: no participa
Ab.: abandono

## Equipos
- Rabobank (1999-2005)
- CSC/Saxo Bank (2006-2009) 
  - Team CSC (2006-2008)
  - Team Saxo Bank (2009)
- BMC Racing Team (2010-2011)
- Saxo Bank/Tinkoff (2012-2014)
  - Team Saxo Bank-Tinkoff Bank (2012)
  - Team Saxo-Tinkoff (2013)
  - Tinkoff-Saxo (2014)